# Comics Conosur
Los derechos para la venta de historietas de super héroes de Marvel Comics en Argentina hasta el 2001 pertenecían a Planeta DeAgostini, mediante su sello Forum. 
Si bien conservaban tales derechos, dejaron de vender en el país a fines del 2001. La crisis económica que tuvo lugar al final del gobierno de Fernando de la Rua, que incluyó una fuerte devaluación y un aumento del precio del dólar y el euro, colocó los precios en pesos de las revistas importadas a niveles prohibitivos para la mayor parte de los posibles clientes. 
Es entonces, a principios de 2003, que Comics Conosur entra en acción, comenzando a editar cómics de Marvel a precios accesibles. Comenzaron con "Ultimate Marvel Team-Up", y lentamente se fueron extendiendo a otros títulos: "Amazing Spider-Man", "Spectacular Spider-Man", "New X-Men", "Marvel Knights: Punisher", etc; y finalmente "Ultimate X-Men" y "Ultimate Spider-Man". Además, se publicaron también series limitadas como "Los Ultimates" o el cross-over Avengers / JLA.
No se publicaron historietas viejas, sólo las que aparecían desde entonces y no fueron editadas en el país, o fueron importadas a precio internacional. 
Comics Conosur abandonó la publicación de historietas de Marvel Comics en el 2005, cuando la situación económica argentina se recompuso y Planeta DeAgostini, a través de su cesionario Panini, reclamó una vez más sus derechos de distribución para volver a encargarse de la venta de las historietas de Marvel en el país. Comics Conosur siguió desde entonces trabajando con la franquicia de la editorial Dark Horse de Star Wars
En 2008 Conosur vuelve a editar Marvel arrancando con la miniserie Iron Man:Extremis.
En la actualidad la marca editorial se encuentra cerrada. 
, en asociación con Gárgola Ediciones.